# كود (السيميائية)
في السيميائية، الكود هو مجموعة من الاصطلاحات أو الكودات الفرعية المستخدمة في الوقت الحالي لتوصيل المعنى. تعتبر الأكثر شيوعًا وهي لغة منطوقة، لكن يمكن استخدام المصطلح أيضًا للإشارة إلى أي شكل سردي: ضع في اعتبارك مخطط ألوان الصورة، على سبيل المثال (الأحمر للخطورة)، أو قواعد لعبة الطاولة (مثل الدلالات العسكرية في الشطرنج).
أكّد فرديناند دو سوسور (1857–1913) على أن الإشارات تكتسب معنى(دراسة الرموز) والقيمة السيميائية فقط عندما يتم تفسيرها فيما يتعلق ببعضها البعض. ورأى أن العلاقة بين الموقّع والمفهوم تعسفية. وبالتالي، يتطلب تفسير الإشارات الإلمام بكل مجموعات الاتفاقيات أو الرموز المستخدمة حاليًا لتوصيل المعنى.
أوضح رومان ياكوبسون (1896–1982) الفكرة المقصودة: بأن إنتاج النصوص وتفسيرها يعتمدان على وجود رموز أو اصطلاحات للاتصال. نظرًا لأن معنى العلامة يعتمد على الرمز الذي تقع فيه، فإن الرموز توفر إطارًا تكون فيه الإشارات منطقية (انظر إلى: صيرورة العلامات).

## نقاش
إلى هذا الحد، تمثل الرموز إطارًا تفسيريًا واسعًا يستخدمه كل من المرسلين والمرسل إليهم لترميز الرسالة وفك الشفرة (السيميائية). من الواضح، أن الاتصالات الأكثر فعالية ستنتج عندما يستخدم كل من المبدع والمترجم نفس الرمز بالضبط. نظرًا لأن الإشارات قد يكون لها مستويات عديدة من المعنى من دلالة (السيميائية) إلى دلالة (علم العلامات)، فإن إستراتيجية المرسل هي تحديد ودمج العلامات بطرق تحد من نطاق المعاني المحتملة التي من المحتمل أن يتم إنشاؤها عند تفسير الرسالة. سيتم تحقيق ذلك من خلال تضمين أدلة سياقية معدنية، على سبيل المثال طبيعة الوسيط، وطريقة (السيميائية) الوسيط، والأسلوبية، على سبيل المثال، أكاديمية، أدب، خيال النوع، وما إلى ذلك، وإشارات إلى أو استدعاء رموز أخرى، على سبيل المثال قد يفسر القارئ في البداية مجموعة من الإشارات على أنها تمثيل حقيقة ومجاز، ولكن قد تشير القرائن إلى تحول إلى تفسير مجازي أو تمثيل (أدب) لغويات تاريخية. سيتم تحديد الفروق بين الطبقة الاجتماعية أو عضويات المجموعات من خلال الهوية الاجتماعية التي يبنيها كل فرد من خلال الطريقة التي يتم بها تحدث اللغة أي: اللكنة (اللغويات الاجتماعية) أو لهجة أو مكتوبة (أي في جمل أو بتنسيق خدمة الرسالة القصيرة)، مكان الإقامة مثل (الانجليزية الأمريكية) وطبيعة أي عمل يتم القيام به، وأسلوب اللباس، والسلوك غير اللفظي (على سبيل المثال من خلال التمييز بين المعيار الاجتماعي فيما يتعلق بمدى المساحة الخاصة، وما إذا كان الناس قد يلامسون أو يحدقون في بعضهم البعض، وما إلى ذلك.). إن عملية التنشئة الاجتماعية هي تعلم فهم الرموز السائدة ثم تحديد أيها يتم تطبيقه في أي وقت، أي الاعتراف بوجود جودة أيديولوجيا لنظام الترميز في بعض الأحيان، وتحديد مستويات القبول الاجتماعي، مما يعكس اتجاه علم النفس والعقيدة الحالية. وهذا يشمل الرموز التنظيمية التي تهدف إلى التحكم في السلوك واستخدام بعض الرموز المميزة. يعد جسم الإنسان الوسيلة لاستخدام رموز العرض من خلال تعابير الوجه والإيماءات واللباس. لذا فإن الكلمات المنطوقة في بعض الأحيان قد تتغير دلالاتها وتكون غير مقبولة إذا كانت مصحوبة بعلامات غير لفظية وغير لائقة. تعتمد نماذج الشفرة الأخرى على المعرفة التي يمتلكها المرسلون ومصالحهم. قد توفر الرموز الدلالية المتخصصة شكلاً أكثر موضوعية وغير شخصية للغة تكون للنصوص الرياضية والفلسفية والعلمية. وبالتالي، على سبيل المثال، تعتمد القدرة على قراءة هذا النص على شكل أكثر تخصصًا من المفردات ومهارات مختلفة عن تلك المطلوبة لقراءة نص النوع الذي يفصل تحقيقات المخبر أو مغامرات عميل سري. هناك أيضًا رموز دلالات وأيديولوجيا متخصصة تعكس قيمًا اجتماعية وسياسية وأخلاقية وجمالية معينة. ستكون الرموز الموسيقية والأيقونية ذات صلة بين عمل أرنولد شوينبيرج وقطعة من الزاهي بوب، ولوحة رسمها رامبرانت وكتاب رسوم هزلية من قبل فرانك ميلر، إلخ. كل وسيط له شفراته المتخصصة، ولجعلها أكثر وضوحا، تحاول السيميائية شرح الممارسات والاتفاقيات التي ظهرت في كل شكل وفهم كيفية إيصال المعنى. في المقابل، تساعد هذه العناوين على تحسين تقنياتهم، بغض النظر عن احتياجاتهم الوظيفية، مثل السياسيين والصحفيين والمعلنين والفنانين المبدعين، إلخ. في الواقع، يؤدي الوعي إلى مزج متعمد للرموز من أجل التأثير، على سبيل المثال، قد ينتج المعلن حملة أكثر فعالية مع شعار وصور وموسيقى بجلجلة باستخدام الرموز المعجمية والاجتماعية الإيمائية والموسيقية. في أبحاث الاتصالات وبحث دراسات الإعلام، تصبح الطريقة التي يعمل بها المستلمون تجاه الرسالة والطريقة التي يتم ترميزها ذات صلة، وتولد ردود فعل مختلفة:
- في «القراءة الجذرية» يرفض الجمهور المعاني والقيم ووجهات النظر المضمنة في النص من قبل صانعيها.
- في «القراءة المهيمنة»، يقبل الجمهور المعاني والقيم ووجهات النظر المضمنة في النص من قبل صانعيها.
- في «القراءة الثانوية»، يقبل الجمهور، إلى حد كبير، المعاني والقيم والرؤية العالمية المضمنة في النص من قبل صناعها [1]